# Lallemandana flavipes
Lallemandana flavipes is een halfvleugelig insect uit de familie Aphrophoridae. De wetenschappelijke naam van deze soort is voor het eerst geldig gepubliceerd in 1787 door Fabricius.